# Vocabulaire scientifique au Moyen Âge
La science cesse progressivement de s'écrire en latin tout au long du Moyen Âge, et des pans entiers de culture basculent progressivement dans une expression en langue française, la langue s'équipant progressivement du vocabulaire nécessaire à la définition des techniques, des instruments, des ingrédients, des symptômes, des remèdes, des explications et des conséquences des phénomènes.

## Science en latin, science en français

### La hiérarchie des domaines concernés
Le domaine des Sciences en français pour la période médiévale ne coïncide ni avec l'Université ni avec l'idée moderne. Il regroupe un ensemble de savoirs épistémologiques et techniques couvrant un large spectre de compétences :
- Médecine
- Magie
- Divination
- Morale et Théologie
- Astronomie
- Arithmétique
- Géométrie
- Chimie
- Botanique
- Zoologie
- Pharmacopée

### Figements et disparitions
Les mots du français médiéval ont connu différentes aventures et nombreux sont les néologismes heureux de Nicole Oresme.

## Naissance d'un vocabulaire spécialisé

### Médecine
Les ouvrages à destination d'un public français, public autre que celui composé des clercs et des savants au cours des XIIe siècle et XIIIe siècle, sont des recueils de techniques à l'image des premiers traités de chirurgie destinés aux barbiers.
Il existe des ouvrages encyclopédiques.

### Morale et théologie
Les premières bibles en prose française commentées sont d'abord conçues comme des recueils de la somme des savoirs d'une époque, mêlant dans le même paragraphe la Vulgate, la Glossa ordinaria, Les Etymologies d'Isidore de Séville et l'Histoire naturelle de Pline l'Ancien.
Prenez l'exemple suivant. L'Exode 8:1 dit dans le texte de Guyart des Moulins :

« venront les ranines à toi » (Les grenouilles t'envahiront. »

Aussitôt le texte ajoute, citant Pierre_le_Mangeur sur le passage : 

« Ils sont trois manières de ranines » (Sunt autem tria genera ranarum) »

et développe sur le savoir zoologique de la ranine : la clarine, la seconde qui rend les chiens muets et la Rubete, citant à ce propos Flavius Josèphe.
Certains mots en revanche résistent à l'opération de traduction : les langoustes (sauterelles) de la Genèse restent locusta, le traducteur ignorant un mot français pour la chose. 

Au même moment, le vocabulaire spécifique de la théologie passe dans le vocabulaire français.